# 대한민국 형법 제309조
대한민국 형법 제309조는 출판물 등에 의한 명예훼손에 대한 형법각칙의 조문이다.

## 조문
제309조(출판물 등에 의한 명예훼손) ① 사람을 비방할 목적으로 신문,  또는 라디오 기타 출판물에 의하여 제307조 제1항의 죄를 범한 자는 3년 이하의 징역이나 금고 또는 700만원 이하의 벌금에 처한다. 

②제1항의 방법으로 제307조제2항의 죄를 범한 자는 7년 이하의 징역, 10년 이하의 자격정지 또는 1천500만원 이하의 벌금에 처한다.

第309條(出版物 等에 依한 名譽毁損) ① 사람을 誹謗할 目的으로 新聞, 雜誌 또는 라디오 其他 出版物에 依하여 第307條第1項의 罪를 犯한 者는 3年 以下의 懲役이나 禁錮 또는 700萬원 以下의 罰金에 處한다. 

② 第1項의 方法으로 第307條第2項의 罪를 犯한 者는 7年 以下의 懲役, 10年 이하의 資格停止 또는 1千500萬원 이하의 罰金에 處한다.

## 판례
- 형법 제309조 제2항 소정의 ‘사람을 비방할 목적’은 공공의 이익을 위한 것과는 행위자의 주관적 의도의 방향이 서로 상반되는 관계에 있다고 할 것이므로, 적시한 사실이 공공의 이익에 관한 것인 경우에는 특별한 사정이 없는 한 비방할 목적은 부인된다.[1]
- 기타 출판물에 해당한다고 하기 위해서는 그것이 등록, 출판된 제본인쇄물이나 제작물은 아니라고 할지라도 적어도 그와 같은 정도의 효용과 기능을 가지고 사실상 출판물로 유통, 통용될 수 있는 외관을 가진 인쇄물로 볼 수 있어야 한다[2]
- 형법 제309조 제1항 소정의 출판물에 의한 명예훼손의 적용과 관련하여, 적시한 사실이 공공의 이익에 관한 것인 경우에는 비방 목적은 부인된다고 봄이 상당하므로, 형법 제307조 제1항 소정의 명예훼손죄의 성립 여부가 문제될 수 있고 이에 대하여는 다시 형법 제310조에 의한 위법성 조각 여부가 문제로 될 수 있다[3]

## 참고 문헌
- 김재윤(학원인), 손동권 저, 새로운 형법각론, 율곡출판사, 2013. ISBN 9788997428342

## 같이 보기
- 출판물 등에 의한 명예훼손죄
- 명예훼손죄
- 대한민국 형법 제307조 명예훼손